# Pritlikavi listni zavrtači
Pritlikavi listni zavrtači (znanstveno ime Nepticulidae) so družina metuljev, ki jo uvrščamo v podred rilčastih metuljev (Glossata), sestavlja pa jo okoli 800 danes živečih opisanih vrst.

## Opis
Sodijo med najmanjše metulje, saj ima večina premer kril manjši od 3 mm, pri največjih pa doseže 7 mm. Imajo izrazito reducirano ožiljenost kril, posebej pri zadnjem paru, iz robov pa izraščajo dolge dlake. Pogosto so svetlih, kovinskih barv. Njihova najočitnejša značilnost pa je »pokrov« preko oči, ki ga tvori razširjen prvi člen tipalnic. Samci imajo na bazi zadnjega krila dobro razvito ščetino (frenulum), ki povezuje oba para kril, frenulum samic pa sestavlja samo nekaj kratkih ščetin. 
Ličinke nimajo nog, večina se prehranjuje z vrtanjem po listni sredici, po čemer je skupina dobila ime, nekateri pa vrtajo znotraj plodov ali drevesnega lubja. Njihova glava je klinaste oblike z zelo kratkimi tipalnicami in pomaga pri razmikanju povrhnjice. Vzorec rovov, ki nastanejo pri tem, je pomemben pri določanju vrst teh metuljev. Ko odrastejo, zapustijo rastlino in se zabubijo v tleh. Rov je tako v začetku ozek in se širi ko ličinka raste z levitvami, na koncu pa je luknja na površje. Kadar pričnejo vrtati zgodaj v rastni sezoni, lahko okrog njih nastanejo šiške. Celoten življenjski krog je zelo kratek; ličinke se izležejo iz jajčec v enem dnevu in se zabubijo po približno enem tednu. Samci in samice se parijo še isti dan ko odrastejo in kmalu začne samica odlagati jajčeca.

## Ekologija
Živijo na vseh celinah, razen na Antarktiki. Ličinke so izključno rastlinojede, zajedajo v rastlinskih listih ali drugih organih. Posamezne vrste teh metuljev so vezane na točno določeno rastlinsko vrsto, sodeč po fosilnih sledeh obstajajo te povezave že zelo dolgo. Večina se prehranjuje z olesenelimi rastlinami iz podrazredov Hamamelidae, Rosidae in Dileniidae.
Glavni dejavnik smrtnosti so poleg rastlinskih obrambnih sistemov zajedavske ozkopase ose, ki izlegajo ličinke vanje.

### Pomen za človeka
Za človeka so problematične tiste vrste, ki zajedajo v kulturnih rastlinah, predvsem sadnem drevju. Z vrtanjem po tkivu poleg neposredne škode prispevajo tudi k vnosu drugih patogenov, kot so rastlinski virusi in bakterije mimo zaščitnega sloja (povrhnjice), kar povzroča še druge rastlinske bolezni. Posledica je hiranje rastlin in izpad pridelka. Ker so zaščiteni z listno povrhnjico, je škropljenje s pesticidi pogosto neučinkovita metoda zatiranja.
Za Slovenijo je znanih 93 vrst, med katerimi je tudi nekaj ekonomsko pomembnih škodljivcev. Najbolj znan med njimi je jablanov listni zavrtač (Stigmella malella).

## Sistematika in evolucija
Fosilni zapis pritlikavih listnih zavrtačev je v veliki meri v obliki listnih rovov, ki so jih vrtale prazgodovinske ličinke. Najstarejši med njimi je odtis rova v listu platane, ki ga datirajo v sredino krede (pred 97 milijoni let) in pripada zavrtaču, ki sodi v enega še danes živečih rodov. Iz tega ostanka, ki je hkrati med najstarejšimi fosilnimi sledmi metuljev sploh, sklepajo, da se je razmah skupin metuljev zgodil že v juri. Pomemben je tudi kot dokaz za starodavne povezave med metulji in njihovimi rastlinskimi gostitelji. Našli so tudi zavrtače v jantarju iz Baltika in njihove rove iz eocena do miocena v nahajališčih drugje v Evropi.
Pritlikavi listni zavrtači so slabo raziskana skupina, z izjemo vrst, ki delajo škodo v kmetijstvu. Do danes je opisanih okoli 800 vrst, ki jih združujemo v okoli 40 rodov, favna mnogih področij, posebej tropskih, pa je še neopisana. Sistematika je težavna, saj temelji na ožiljenosti kril, ki so zelo drobna.

### Seznam rodov
- Areticulata
- Artaversala
- Astigmella
- Bohemannia
- Dechtiria
- Dysnepticula
- Ectoedemia
- Enteucha
- Etainia
- Fedalmia
- Fomoria
- Glaucolepis
- Johanssonia
- Johanssoniella
- Laqueus
- Levarchama
- Manoneura
- Microcalyptris
- Nepticula
- Niepeltia
- Obrussa
- Oligoneura
- Parafomoria
- Parafomoria
- Pectinivalva
- Scoliaula
- Simplimorpha
- Sinopticula
- Stigmella
- Stigmellites
- Trifurcella
- Trifurcula
- Varius
- Varus
- Weberia
- Weberina
- Zimmermannia

Povzeto po podatkih Prirodoslovnega muzeja v Londonu. Seznam se lahko z novimi odkritji hitro spreminja.